# يوتاكا يوشيدا
يوتاكا يوشيدا (باليابانية: 吉田 豊) (17 فبراير 1990 في فوجينوميا في اليابان – )؛ هو لاعب كرة قدم ياباني سابق كان يلعب كمدافع.

## وصلات خارجية
- يوتاكا يوشيدا على موقع الاتحاد الدولي (مؤرشف)  (الإنجليزية)
- يوتاكا يوشيدا على موقع رابطة كرة القدم اليابانية للمحترفين (اليابانية)
- يوتاكا يوشيدا على موقع قاعدة بيانات كرة القدم.إي يو (الإنجليزية)
- يوتاكا يوشيدا على موقع Soccerway.com (الإنجليزية)
- يوتاكا يوشيدا على موقع عالم كرة القدم.نت (الإنجليزية)
- يوتاكا يوشيدا على موقع كووورة